# Jóhanna Sigurðardóttir
Jóhanna Sigurðardóttir (født 4. oktober 1942 i Reykjavík) er en islandsk politiker, der repræsenterer det socialdemokratiske parti Alliancen. I januar 2009 dannede Alliancen og Venstrepartiet – De Grønne en mindretalsregering med Jóhanna Sigurðardóttir som regeringsleder. 
Hun har været medlem af Altinget siden 1978 og var socialminister fra 1987 til 1994 og igen socialminister fra 24. maj 2007, indtil hun i januar 2009 blev statsminister. Den 28. marts 2009 blev hun valgt som partileder for Samfylkingin.
Ved altingsvalget den 25. april 2009 blev hun genvalgt som regeringschef, og hun fortsatte indtil 23. maj 2013, hvor hun blev afløst som statsminister af Sigmundur Davíð Gunnlaugsson.
Hun er Islands første kvindelige statsminister og verdens første åbent homoseksuelle regeringsleder.

## Biografi
Sigurðardóttir studerede ved Verzlunarskóli Íslands, en privat, videregående skole. Efter bestået eksamen i 1960 blev hun ansat som stewardesse i det daværende islandske flyselskab Loftleiðir. Hun var formand for Islands kabineansattes fagforening i 1966 og 1969. 
Hun blev valgt til Altinget i 1978 for Alþýðuflokkurinn, som senere blev til Alliancen. Hun var næstformand i Altinget i 1979 og 1983–1984. Hun blev valgt som næstformand i Alþýðuflokkurinn i 1984 og besad denne stilling indtil 1993. Jóhanna var også socialminister i fire forskellige regeringer mellem 1987 og 1994. Efter altingsvalget 2007 blev hun igen socialminister i 2007, da Selvstændighedspartiet og Alliancen dannede en ny regering ledet af Geir H. Haarde.
Jóhanna Sigurðardóttir var gift med Þorvaldur Steinar Jóhannesson, med hvem hun har to sønner (f. 1972 og 1977). De blev senere skilt. I 2002 indgik hun registreret partnerskab med forfatterinden Jónína Leósdóttir (født 1954).

## Ekstern henvisning
- CV i Altinget